# Темвен
Темвен — небольшой остров у юго-восточного побережья острова Понпеи в Федеративных Штатах Микронезии. Имеет площадь около 3 км².
Наиболее известен как место расположения разрушенного города Нан-Мадол, столицы династии Сауделер до 1628 года, который состоял из ряда искусственно построенных островков у южного побережья Темвена.
Вместе с остальной частью Понпеи он образует большой залив, называемый заливом Мадоленимв.